# Cristina Abad
Cristina Abad (Madrid, 17 de junio de 1992) es una actriz y modelo española, más conocida por interpretar el papel de María Luisa Palacios en la telenovela Acacias 38.

## Biografía
Cristina Abad nació el 17 de junio de 1992 en Madrid (España), desde temprana edad mostró inclinación por la actuación.

## Carrera
Cristina Abad a muy temprana edad fue inscrita por sus padres en una academia de actuación, donde a los diecinueve años obtuvo el título de magisterio en educación infantil, carrera que abandonó para dedicarse por completo a la interpretación. Durante sus años en la academia se formó con artistas famosos como Roberto Cerda, Fernando Soto y Laila Ripoll. Más tarde comenzó a trabajar en obras de teatro y para algunas series web.
En 2012 actuó en los cortometrajes Fatum dirigido por Alberto Moreno y en Suspenso dirigido por Daniela Fejerman. En el mismo año interpretó el papel de Girl 4 en el cortometraje Summer Is Crazy dirigido por Juan Gregorio Rodríguez. En 2013 protagonizó la película Afterparty dirigida por Miguel Larraya. En el mismo año actuó en las obras Supercrisis dirigida por Ramón Paso, en el Microteatro y en Los 7 pecados capitales dirigida por Ramón Paso. En 2014 participó en la obra Escapada del escaparate dirigida por César Roldán, en el Microteatro.
En 2014 interpretó el papel de Religiosa en la serie Hipsteria. En el mismo año interpretó el papel de Marina Reyes en el cortometraje Desconexión dirigido por Juan López. También en 2014 interpretó el papel de Vanesa en el cortometraje Ku dirigido por Tony Morales.
Su mayor éxito llegó del 2015 al 2018, cuando integró el elenco de la telenovela Acacias 38, donde interpretó el papel de María Luisa Palacios, la hija de Ramón Palacios (interpretado por Juanma Navas) y la esposa de Víctor Ferrero (interpretado por Miguel Diosdado).
En 2016 protagonizó los cortometrajes Ro Co Coc dirigido por Paco Anaya y en Fashionlins: Ágatha Ruiz de la Prada (interpretando a Ana) dirigida por Manuel Martínez Velasco. En 2018 participó en los videoclips El enemigo llamado de Kitai, Un planeta nosotros de Maldita Nerea, La pareja interminable de Marwán y en Dani & Flo. En el mismo año protagonizó la película El último cine vivo dirigida por César Ríos. También en 2018 protagonizó el cortometraje Silencio dirigido por Santi Capuz. En 2018 y 2019 protagonizó la obra de teatro El Funeral dirigida por Manuel Velasco.
De 2019 a 2021 integró el elenco de la serie Servir y proteger, en el papel de Paula Bremón. En el 2020 protagonizó la serie No Muertos. En el mismo año participa en el programa de televisión La resistencia de David Broncano. En 2022 interpretó el papel de Aura Romero en la telenovela Amar es para siempre. Al año siguiente, en 2023, participó en la serie Escándalo, relato de una obsesión.

### Idiomas
Cristina Abad habla inglés y español con fluidez.

## Filmografía

### Televisión

#### Series
| Año           | Título                            | Cadena    | Personaje                 | Notas         |
| ------------- | --------------------------------- | --------- | ------------------------- | ------------- |
| 2015 - 2018   | Acacias 38                        | La 1      | María Luisa Palacios      | 692 capítulos |
| 2019 - 2021   | Servir y proteger                 | La 1      | Paula Bremón Figueras     | 398 episodios |
| 2023          | Escándalo, relato de una obsesión | Telecinco | Policía                   | 2 episodios   |
| 2025-presente | Valle salvaje                     | La 1      | Úrsula Salcedo de la Cruz | ¿? episodios  |

#### Programas
| Año  | Título         | Función  | Notas      |
| ---- | -------------- | -------- | ---------- |
| 2020 | La resistencia | Invitada | 1 programa |
| 2024 | Espejo público | Invitada | 1 programa |

### Cine
| Año  | Título              | Personaje | Director       |
| ---- | ------------------- | --------- | -------------- |
| 2013 | Afterparty          |           | Miguel Larraya |
| 2018 | El último cine vivo |           | César Ríos     |

### Cortometrajes
| Año  | Título                               | Personaje              | Director                |
| ---- | ------------------------------------ | ---------------------- | ----------------------- |
| 2012 | Fatum                                | Reportera telenoticias | Alberto Moreno          |
| 2012 | Suspenso                             |                        | Daniela Fejerman        |
| 2012 | Summer Is Crazy                      | Girl 4                 | Juan Gregorio Rodriguez |
| 2014 | Desconexión                          | Marina Reyes           | Juan López              |
| 2014 | Ku                                   | Vanesa                 | Tony Morales            |
| 2016 | Ro Co Coc                            |                        | Paco Anaya              |
| 2016 | Fashionlins: Ágatha Ruiz de la Prada | Ana                    | Manuel Martínez Velasco |
| 2018 | Silencio                             |                        | Santi Capuz             |

### Web Series
| Año  | Título     | Notas     |
| ---- | ---------- | --------- |
| 2014 | Hipsteria  | Religiosa |
| 2020 | No Muertos |           |

### Videoclips
| Año  | Título                                       |
| ---- | -------------------------------------------- |
| 2018 | El enemigo de Kitai                          |
| 2018 | Un planeta llamado nosotros de Maldita Nerea |
| 2018 | La pareja interminable de Marwán             |
| 2018 | Dani & Flo                                   |

## Teatro
| Año         | Título                  | Director       | Teatro      |
| ----------- | ----------------------- | -------------- | ----------- |
| 2013        | Supercrisis             | Ramón Paso     | Microteatro |
| 2013        | Los 7 pecados capitales | Ramón Paso     |             |
| 2014        | Escapada del escaparate | César Roldán   | Microteatro |
| 2018 - 2019 | El Funeral              | Manuel Velasco |             |